# Between
Between je město v Walton County, v Georgii, ve Spojených státech amerických. V roce 2011 žilo ve městě 297 obyvatel.

## Demografie
Podle sčítání lidí v roce 2000 žilo ve městě 148 obyvatel, 61 domácností a 42 rodin. V roce 2011 žilo ve městě 143 mužů (48,3%), a 154 žen (51,7%). Průměrný věk obyvatele je 32 let.